# Rivula monorena
Rivula monorena är en fjärilsart som beskrevs av Holloway. Rivula monorena ingår i släktet Rivula och familjen nattflyn. Inga underarter finns listade.